# Ronde van Frankrijk 2010/Dertiende etappe
De dertiende etappe van de Ronde van Frankrijk 2010 werd verreden op zaterdag 17 juli 2010 over een afstand van 196 kilometer van Rodez naar Revel.
Het was een overgangsetappe met twee tussensprints en drie bergjes van de 4e categorie en twee van de 3e categorie.

## Verloop

### Bergsprints
| Beklimming Côte de Mergals na 24 km | Beklimming Côte de Mergals na 24 km | Beklimming Côte de Mergals na 24 km | 4e cat. 3,7 km à 3,8 % | 4e cat. 3,7 km à 3,8 % |
| Plaats                              | Naam                                | Naam                                | Punten                 |                        |
| Winnaar                             | Sylvain Chavanel                    | Sylvain Chavanel                    | 3                      |                        |
| 2                                   | Pierrick Fédrigo                    | Pierrick Fédrigo                    | 2                      |                        |
| 3                                   | Juan Antonio Flecha                 | Juan Antonio Flecha                 | 1                      |                        |

| Beklimming Côte de Bégon na 31,5 km | Beklimming Côte de Bégon na 31,5 km | Beklimming Côte de Bégon na 31,5 km | 4e cat. 3,7 km à 3,8 % | 4e cat. 3,7 km à 3,8 % |
| Plaats                              | Naam                                | Naam                                | Punten                 |                        |
| Winnaar                             | Pierrick Fédrigo                    | Pierrick Fédrigo                    | 3                      |                        |
| 2                                   | Sylvain Chavanel                    | Sylvain Chavanel                    | 2                      |                        |
| 3                                   | Juan Antonio Flecha                 | Juan Antonio Flecha                 | 1                      |                        |

| Beklimming Côte d’Ambialet na 72 km | Beklimming Côte d’Ambialet na 72 km | Beklimming Côte d’Ambialet na 72 km | 3e cat. 5,2 km à 4,6 % | 3e cat. 5,2 km à 4,6 % |
| Plaats                              | Naam                                | Naam                                | Punten                 |                        |
| Winnaar                             | Pierrick Fédrigo                    | Pierrick Fédrigo                    | 4                      |                        |
| 2                                   | Sylvain Chavanel                    | Sylvain Chavanel                    | 3                      |                        |
| 3                                   | Juan Antonio Flecha                 | Juan Antonio Flecha                 | 2                      |                        |
| 4                                   | Thomas Voeckler                     | Thomas Voeckler                     | 1                      |                        |

| Beklimming Côte de Puylaurens na 125 km | Beklimming Côte de Puylaurens na 125 km | Beklimming Côte de Puylaurens na 125 km | 4e cat. 4,3 km à 3,9 % | 4e cat. 4,3 km à 3,9 % |
| Plaats                                  | Naam                                    | Naam                                    | Punten                 |                        |
| Winnaar                                 | Sylvain Chavanel                        | Sylvain Chavanel                        | 3                      |                        |
| 2                                       | Pierrick Fédrigo                        | Pierrick Fédrigo                        | 2                      |                        |
| 3                                       | Juan Antonio Flecha                     | Juan Antonio Flecha                     | 1                      |                        |

| Beklimming Côte de Saint-Ferréol na 188,5 km | Beklimming Côte de Saint-Ferréol na 188,5 km | Beklimming Côte de Saint-Ferréol na 188,5 km | 3e cat. 1,9 km à 6,0 % | 3e cat. 1,9 km à 6,0 % |
| Plaats                                       | Naam                                         | Naam                                         | Punten                 |                        |
| Winnaar                                      | Alessandro Ballan                            | Alessandro Ballan                            | 4                      |                        |
| 2                                            | Aleksandr Vinokoerov                         | Aleksandr Vinokoerov                         | 3                      |                        |
| 3                                            | Nicolas Roche                                | Nicolas Roche                                | 2                      |                        |
| 4                                            | Luis León Sánchez                            | Luis León Sánchez                            | 1                      |                        |

### Tussensprints
| Tussensprint Saint-Jean-Delnous na 47 km |                     |        |
| Plaats                                   | Naam                | Punten |
| Winnaar                                  | Pierrick Fédrigo    | 6      |
| 2                                        | Juan Antonio Flecha | 4      |
| 3                                        | Sylvain Chavanel    | 2      |

| Tussensprint Caraman na 174,5 km |                     |        |
| Plaats                           | Naam                | Punten |
| Winnaar                          | Juan Antonio Flecha | 6      |
| 2                                | Pierrick Fédrigo    | 4      |
| 3                                | Sylvain Chavanel    | 2      |

## Rituitslag
| Plaats  | Naam                 | Ploeg               | Tijd     |
| ------- | -------------------- | ------------------- | -------- |
| Winnaar | Aleksandr Vinokoerov | Astana              | 4u26'26" |
| 2       | Mark Cavendish       | Team Columbia       | + 0'13"  |
| 3       | Alessandro Petacchi  | Lampre-Farnese Vini | z.t.     |
| 4       | Edvald Boasson Hagen | Team Sky            | z.t.     |
| 5       | José Joaquín Rojas   | Caisse d'Epargne    | z.t.     |
| 6       | Julian Dean          | Team Garmin         | z.t.     |
| 7       | Anthony Geslin       | FDJ                 | z.t.     |
| 8       | Thor Hushovd         | Cervélo             | z.t.     |
| 9       | Grega Bole           | Lampre-Farnese Vini | z.t.     |
| 10      | Lloyd Mondory        | AG2R                | z.t.     |
|         |                      |                     |          |
| 12      | Martijn Maaskant     | Team Garmin         | z.t.     |
| 13      | Jürgen Roelandts     | Omega Pharma-Lotto  | z.t.     |

## Strijdlustigste renner
|  | Renner              | Ploeg    |
|  | ------------------- | -------- |
|  | Juan Antonio Flecha | Team Sky |

## Algemeen klassement
| Plaats    | Naam                  | Ploeg              | Tijd      |
| --------- | --------------------- | ------------------ | --------- |
| Gele trui | Andy Schleck          | Team Saxo Bank     | 63u08'40" |
| 2         | Alberto Contador      | Astana             | op 00'31" |
| 3         | Samuel Sánchez        | Euskaltel-Euskadi  | op 02'45" |
| 4         | Denis Mensjov         | Rabobank           | op 02'58" |
| 5         | Jurgen Van den Broeck | Omega Pharma-Lotto | op 03'31" |
| 6         | Levi Leipheimer       | Team RadioShack    | op 04'06" |
| 7         | Robert Gesink         | Rabobank           | op 04'27" |
| 8         | Joaquím Rodríguez     | Team Katusha       | op 04'58" |
| 9         | Luis León Sánchez     | Caisse d'Epargne   | op 05'02" |
| 10        | Roman Kreuziger       | Liquigas-Doimo     | op 05'16" |

## Nevenklassementen

### Puntenklassement
| Plaats      | Naam                | Ploeg               | Punten |
| ----------- | ------------------- | ------------------- | ------ |
| Groene trui | Alessandro Petacchi | Lampre-Farnese Vini | 187    |
| 2           | Thor Hushovd        | Cervélo             | 185    |
| 3           | Mark Cavendish      | Team HTC-Columbia   | 162    |

### Bergklassement
| Plaats        | Naam             | Ploeg                 | Punten |
| ------------- | ---------------- | --------------------- | ------ |
| Bolletjestrui | Anthony Charteau | Bbox Bouygues Télécom | 107    |
| 2             | Jérôme Pineau    | Quick Step            | 92     |
| 3             | Mario Aerts      | Omega Pharma-Lotto    | 65     |

### Jongerenklassement
| Plaats     | Naam             | Ploeg              | Tijd        |
| ---------- | ---------------- | ------------------ | ----------- |
| Witte trui | Andy Schleck     | Team Saxo Bank     | 63u08'40"   |
| 2          | Robert Gesink    | Rabobank           | op 04'27"   |
| 3          | Roman Kreuziger  | Liquigas-Doimo     | op 05'16"   |
|            |                  |                    |             |
| 12         | Francis De Greef | Omega Pharma-Lotto | op 1u07'39" |

### Ploegenklassement
| Plaats | Ploeg            | Tijd       |
| ------ | ---------------- | ---------- |
| 1      | Team RadioShack  | 189u31'13" |
| 2      | Caisse d'Epargne | op 00'21"  |
| 3      | Rabobank         | op 16'13"  |

## Opgaves
- Rein Taaramäe (Cofidis)